# Jefferson Tabinas
Jefferson Tabinas (* 7. srpna 1998 Tokio) je filipínský fotbalista.

## Klubová kariéra
S kariérou začal v Kawasaki Frontale v roce 2017. V roce 2019 přestoupil do FC Gifu. Odehrál 8 ligových utkání. V roce 2020 přestoupil do Gamba Osaka. V roce 2021 přestoupil do Mito HollyHock.

## Reprezentační kariéra
Tabinas odehrál za filipínský národní tým v roce 2021 celkem 3 reprezentační utkání.

## Statistiky
| Filipíny | Filipíny | Filipíny |
| Roky     | Záp.     | Góly     |
| -------- | -------- | -------- |
| 2021     | 3        | 0        |
| Celkem   | 3        | 0        |